# Arduino Maiuri
Arduino Maiuri, o Majuri, conosciuto anche come Dino (Frosinone, 8 dicembre 1916 – Ceprano, 13 settembre 1984), è stato uno sceneggiatore e scrittore italiano.

## Biografia
Tra i suoi lavori più noti si ricordano Totò le Mokò, diretto da Carlo Ludovico Bragaglia, Napoli milionaria di Eduardo De Filippo, Botta e risposta di Mario Soldati, Barbagia (La società del malessere), diretto da Carlo Lizzani,  Diabolik di Mario Bava e Banditi a Milano di Lizzani per il quale fu premiato con un Nastro d'argento nel 1969.
Si cimentò anche nella produzione e – con Henry Levin – nella regia di un solo film: Se tutte le donne del mondo del 1966; fu anche attore ne Le guerriere dal seno nudo (1973).
Sposatosi con l'attrice Irasema Dilian, trascorse con lei alcuni anni in Messico dove curò la sceneggiatura di numerosi lavori cinematografici; tornarono in patria nel 1960.